# Rambervillers
Rambervillers  é uma comuna francesa na região administrativa de Grande Leste, no departamento de Vosges. Estende-se por uma área de 20,64 km². Em 2010 a comuna tinha 5 274 habitantes (densidade: 255,5 hab./km²).